# Біллі Константінідіс
Васіліс «Біллі» Константінідіс (англ. Vasilis Konstantinidis / грец. Βασίλης Κωνσταντινίδης; нар. 21 квітня 1986, Мельбурн, Австралія) — австралійський та грецький футболіст, нападник.

## Життєпис
Народився в Австралії, але в 2006 році перебрався до Греції, де виступав здебільшого в клубах другого та третього дивізіонах національного чемпіонату.
У січні 2015 року підписав контракт з «Арісом», у футболці якого дебютував у поєдинку проти одноклубників з Акропотамоса. Також у вище вказаному матчі на 88-й хвилині відзначився своїм першим голом у новій команді. А вже в своєму третьому поєдинку за «Аріс» (та другому на стадіоні Клеантіс Вікелідіс) відзначився ще одним голом, у воротах «Кавали». Щороку проводив товариські матчі за «Мельбурн Сіті». Викликав до себе інтерес з боку клубів австралійського чемпіонату «Сентрал-Кост Марінерс», «Аделаїда Юнайтед» та «Мельбурн Сіті», але в жодному з випадків до підписання контракту справа так і не дійшла.
2 вересня 2016 року повернувся до «Верії», яка виступала в грецькій Суперлізі. У червні 2017 року залишив команду вільним агентом 15 вересня 2017 року підписав контракт з японським клубом «Ванфоре Кофу». Після закінчення сезону покинув команду у зв'язку із закінченням контракту. У лютому 2019 року повернувся до Австралії, підписав контракт на сезон 2019 року з представником НПЛ Вікторії «Саут Мельбурн». Наприкінці січня 2020 року повернувся до Греції та приєднався до «АС АНО-Мерас», а в липні 2020 року підписав контракт з «Міконосом».